# Berg (fiume)
Il fiume Berg (Berg River in inglese, Bergrivier in afrikaans) si trova in Sudafrica a nord di Città del Capo e scorre nella provincia del Capo Occidentale. 
È lungo circa 294 km con un bacino di circa 7.715 km², nasce nelle montagne di Stellenbosch e sfocia nell'oceano Atlantico nei pressi di Velddrif. Il 65% circa del territorio compreso nel bacino è dedicato all'agricoltura. 
Le città principali che vi si trovano sono Velddrift e Laaiplek nei pressi della costa, Piketberg che è la città principale dell'area, Hopefield, Moorreesburg e Darling nell'interno, Wellington e Paarl nella parte superiore del suo corso.
Nella stagione delle piogge (luglio) è sede della Berg River Marathon, una competizione di canoa.